# Maître de Claude de France

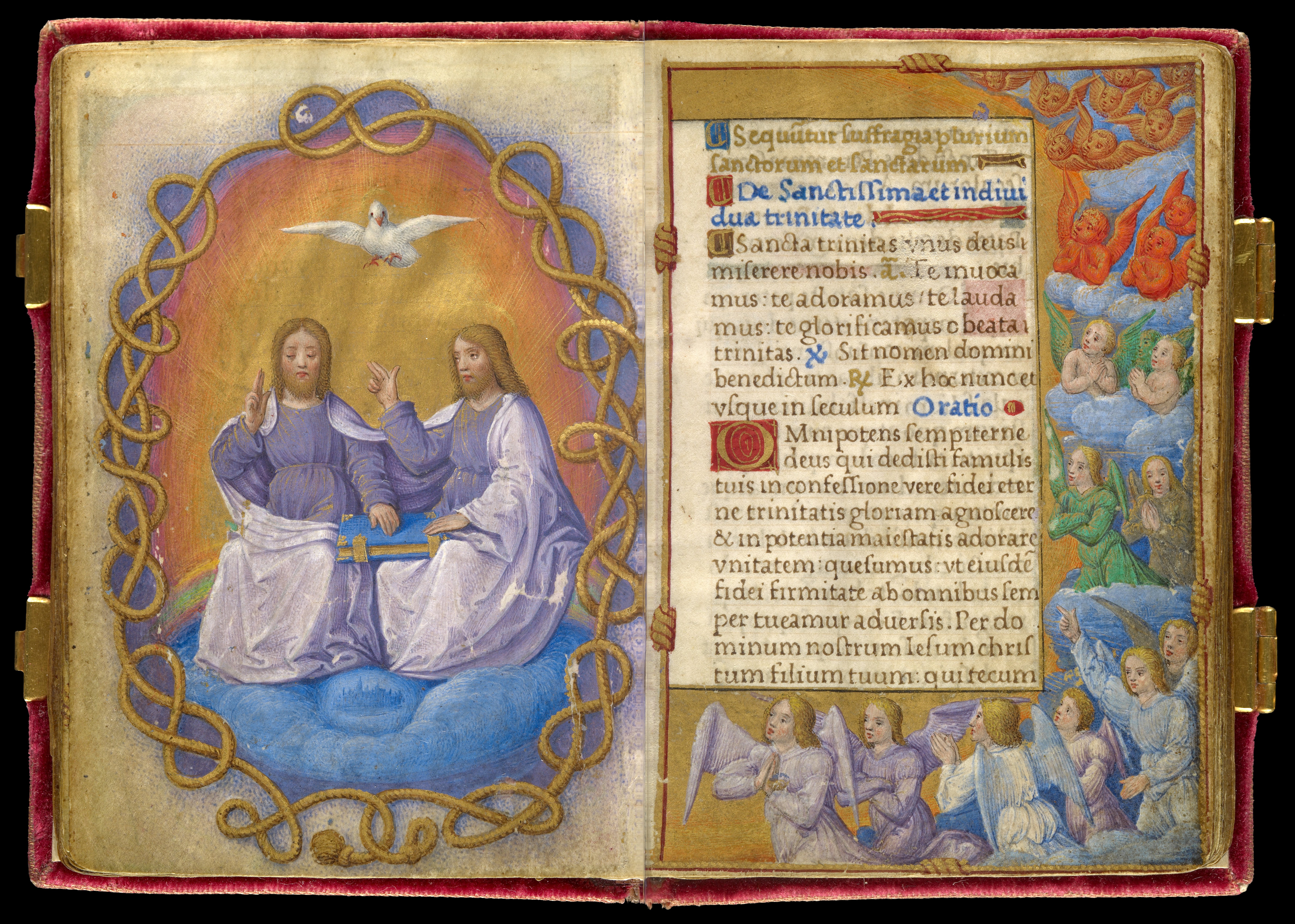
Livre de prières de Claude de France. Vers 1517, Morgan Library

Le Maître de Claude de France est un maître anonyme enlumineur actif en France entre 1508 et 1520. Il doit son nom à plusieurs manuscrits qu'il a enluminés pour la reine Claude de France.

## Éléments biographiques
Son nom de convention a été créé par l'historien de l'art Charles Sterling. Après avoir examiné deux tout petits manuscrits enluminés, un livre d'heures et un livre de prières, acquis par le marchand d'art Hans P. Kraus (en), il donne un nom à l'enlumineur resté anonyme en lien avec le commanditaire probable des deux micro-ouvrages. Les armes de Claude de France (1499-1524), duchesse de Bretagne et reine de France sont en effet présentes dans ces deux manuscrits et sont datés vers 1517, l'année où elle a été couronnée reine de France.
Le maître a été actif au cours du premier quart du XVIe siècle à Tours. Il a probablement été l'élève de Jean Bourdichon qui marque profondément son style et qui lui a sans doute transmis des modèles qu'il reprend dans plusieurs de ses miniatures. Il pourrait aussi avoir été actif dans l'atelier de Jean Poyer et a été influencé par un troisième artiste tourangeau : Jacques Ravaud. Enfin, sa collaboration avec Giovanni Todeschino aux Heures de Frédéric d'Aragon lui a fait permis de sa familiariser avec le style italien notamment dans les encadrements faits de candélabres. Il a travaillé à plusieurs reprises pour des personnes de la cour de Louis XII et de François Ier, dont un livre d'heures pour la sœur cadette de Claude Renée de France, ainsi que pour Anne de Beaujeu et pour des prélats tourangeau dont Antoine de Bar.

## Style
Ses œuvres sont généralement de petit format, mais de grande précisions. Son style se caractérise par l'usage d'encadrements architecturaux répétitifs, faits de colonnes, ainsi que l'usage fréquent de cordelières. Il utilise fréquemment les couleurs lilas, mauve et rose en compagnie du bleu roi et de la Chartreuse, par petites touches presque invisibles,.

## Identification
Pierre-Gilles Girault a proposé de l'identifier au peintre Eloy Tassart. Il est plusieurs fois mentionné dans les archives tourangelles entre 1517 et 1528 et signalé comme enlumineur de la reine Claude de France en 1521 et 1523. Cependant, cette attribution pose encore question vis-à-vis du corpus d'œuvres qui lui est attribué car aucun trace d'activité n'est donné par les documents avant 1517 et une œuvre lui est attribuée en collaboration avec un atelier parisien vers 1520, alors que Tessart semble encore présent à Tours à cette même période.

## Œuvres attribuées

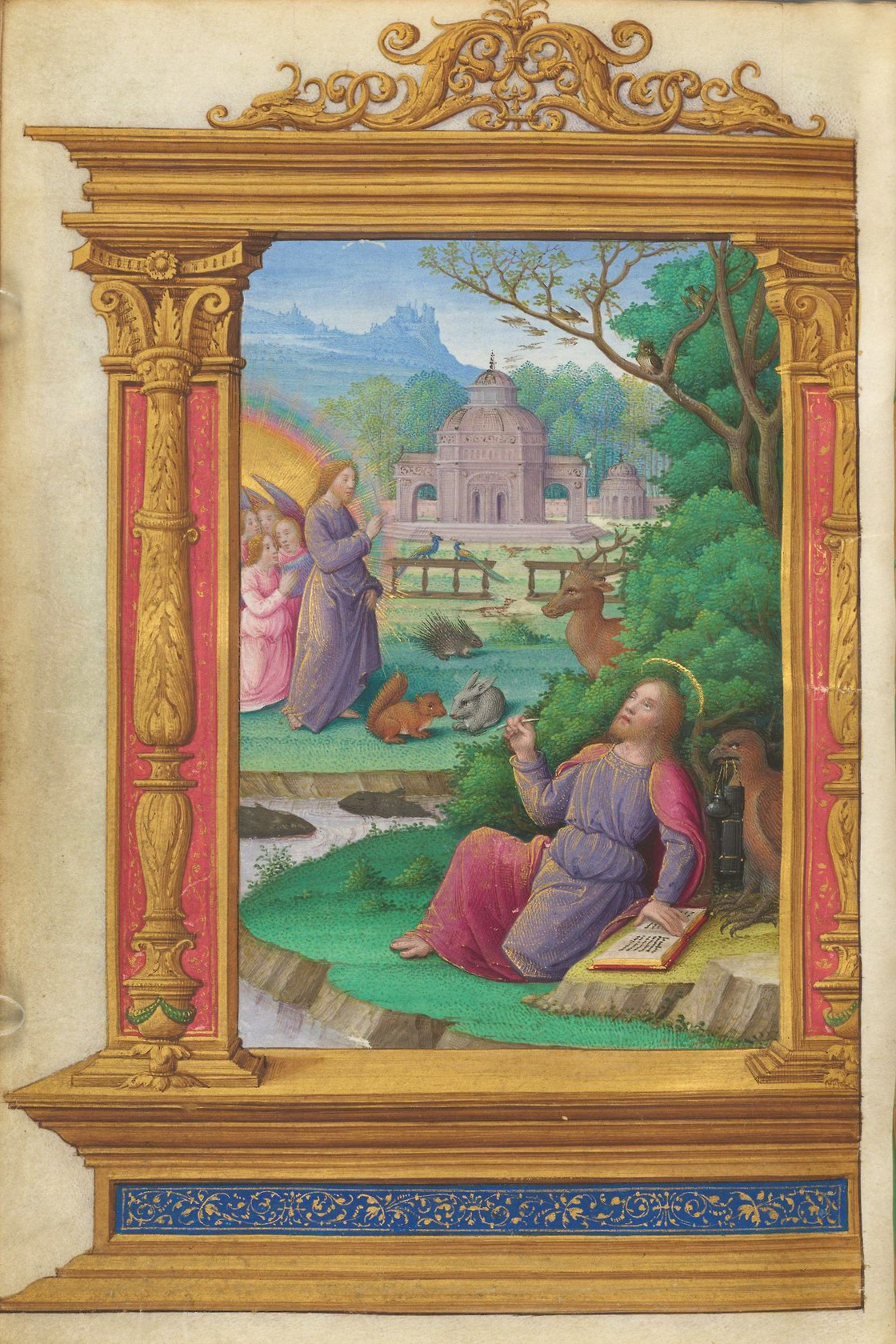
Saint Jean à Patmos, Lectionnaire, Houghton Library.

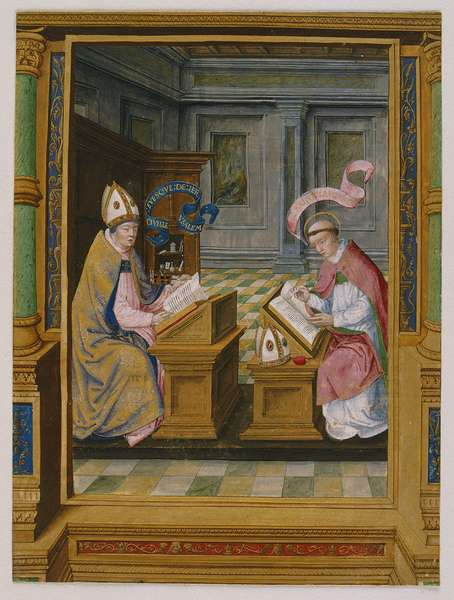
Saint Augustin et saint Cyrille, miniature du musée national de la Renaissance.

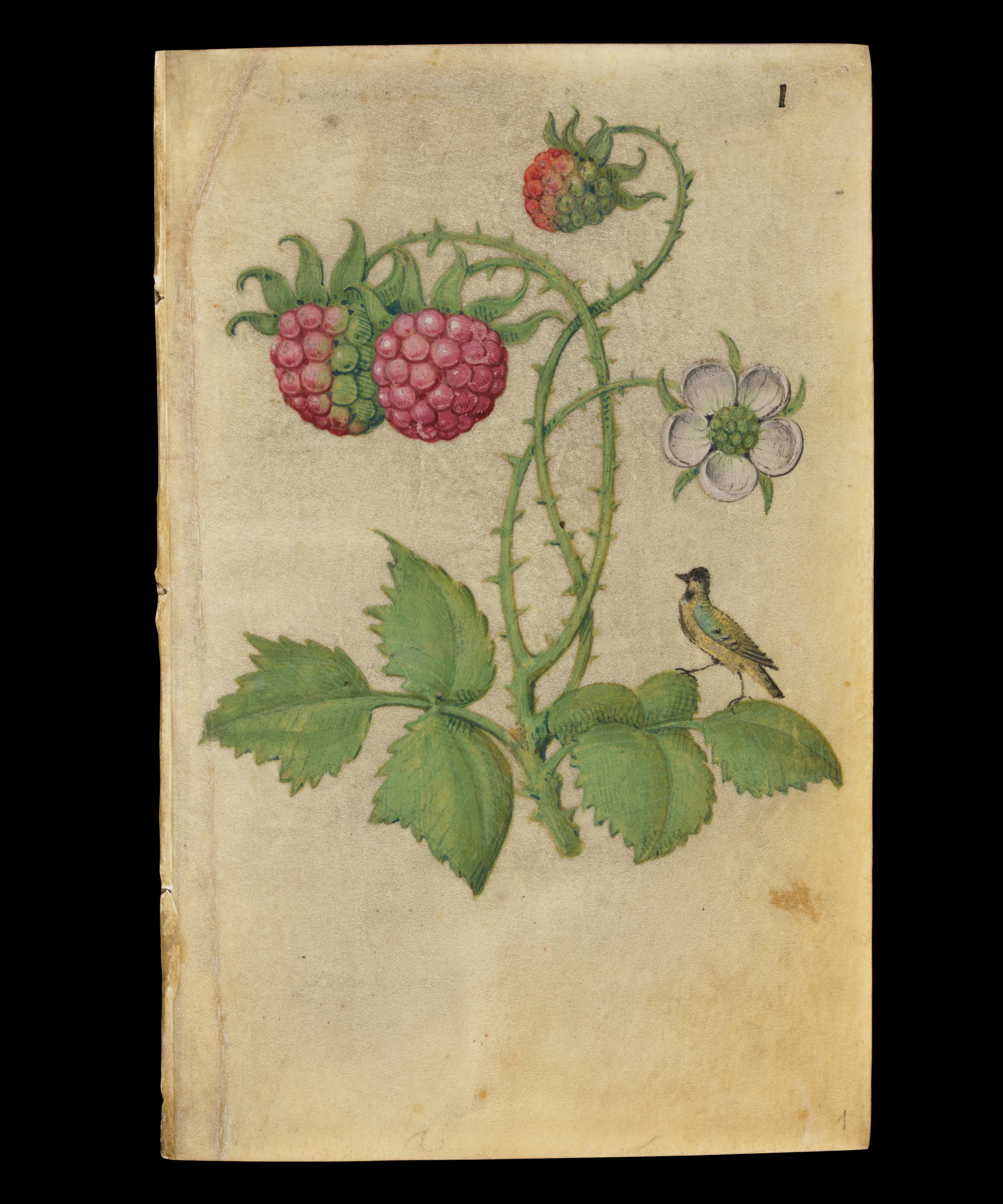
Album d'études florales, mûrier, Metropolitan Museum of Art.

Une quarantaine de manuscrits lui sont attribués,, parmi lesquels :
- Heures de Louis XII, vers 1498-1499, participation aux décorations des marges sous la direction de Bourdichon, manuscrit dispersé.
- Heures de Frédéric d'Aragon, collaboration avec Jean Bourdichon et Giovanni Todeschino, vers 1500-1505, Bibliothèque nationale de France, Lat.10532[7]
- Missel de Jacques de Beaune, collaboration avec Bourdichon pour les encadrements, 1506-1511, BNF, Lat. 886
- Lectionnaire pour la Semaine Sainte d'Antoine de la Barre, vers 1510-1515, Houghton Library, Université Harvard, Ms.Typ.252[8]
- Bible historiale de Guyart des Moulins, bibliothèque du Corpus Christi College (Oxford), MS 385-386
- Trésor de Brunetto Latini, vers 1510, BNF, Fr.19088
- Livre d'heures, vers 1510-1525, British Library, Add.18855
- Livre de prières de Claude de France, vers 1517, 132 miniatures, Pierpont Morgan Library, New York, M.1166, ancienne coll.Kraus[9]
- Livre d'heures de Claude de France, vers 1517, collection Herbert Tenschert, ancienne collection Kraus
- Livre d'heures de Claude de France, atelier, vers 1515-1517 (ou vers 1522-1523), collection particulière (vente du 8 avril 2011 chez Gros & Delettrez)[10]
- Épitres de saint Jérome, 2 miniatures et 1 bordure, en collaboration avec l'atelier de Noël Bellemare (?), Victoria and Albert Museum, ms.L.1721-1921
- Miniatures découpées du calendrier d'un livre d'heures, vers 1520, Pierpont Morgan Library, M.1171
- saint Augustin et saint Cyrille travaillant à des pupitres, miniature isolée, Musée national de la Renaissance, Écouen, ECL 11764.
- 8 Feuillets d'un Livre d'heures dispersés représentant des saints : saint Antoine de Padoue, sainte Geneviève, École nationale supérieure des beaux-arts, 8° 547 F 74 (n°53 et 54), Les Apôtres autour de saint Etienne, et Une assemblée de Franciscains, passées en vente à la galerie Les Enluminures, l'Evangéliste Marc et l'Evangéliste Luc, ancienne collection Paul Durrieu, actuellement coll. part., Sainte Anne, vente Rossini à Paris du 19 juin 2014 (lot 1)[11], Saint Claude, vente Maison Bergé à Paris du 1er juin 2017 (lot 50)[12]
- Heures à l'usage de Rome, Bibliothèque de l'Arsenal, Ms.291
- Une miniature ajoutée dans un ms. : saint Jérôme devant le Christ en Croix, Bibliothèque municipale de Lyon, ms.1558
- Livre d'heures à l'usage d'Angers, vers 1510-1520, 23 enluminures de l'atelier du maître, Bibliothèque municipale d'Angers (acquis en avril 2007), ms.2111[13].
- Il Codice Valois, évangiles du dauphin de France, Bibliothèque Casanatense, Rome, Ms.2020
- Les petites prières de la duchesse de Ferrare Renée de France, Bibliothèque Estense, Modène, Lat.614
- Livre d'heures à l'usage de Rome. London, British Library, Add.35315.
- Livre d'heures à l'usage de Tours, avec 11 miniatures d'un suiveur de Bourdichon et 3 encadrements fleuris par le Maître, passé en vente chez Pandolfini à Florence le 1er octobre 2015 (lot 10)[14]
- Album d'études florales, vers 1510-1515, Metropolitan Museum of Art, The Cloisters, 2019.197[15]
- 1 feuillet d'un livre d'heures aux bordures de fleurs, passé en vente chez Christie's le 7 juillet 1998 (lot 2)[16]
- 4 miniatures de fleurs découpées d'un livre d'heures (marguerite, sanguinaire, épurge, pervenche), vers 1515-1520, Musée d'art Nelson-Atkins, 81-30/109-112[17]
- 3 miniatures de fleurs découpées d'un livre d'heures (germandrée, jonquille, chicorée), vers 1515-1520, Morgan Library and Museum, MS M.1051.1-3[18]
- Livre d'heures, avec 3 miniatures du maître et 20 autres par le Maître de Spencer 6, Tyntesfield (en), National Trust, Somerset
- Livre de prières dit du Saint-Suaire de Von Erlach, 4 miniatures du maître collées dans un autre ouvrage daté vers 1520, passé en vente chez Christie's, le 13 juillet 2016 (lot 120)[19]
- Pontifical et livre de prières d'Antoine de la Barre, 2 grandes miniatures et décorations florales, vers 1527-1530, passé en vente chez Thierry de Maigret le 20 novembre 2018 (lot 211)[20]
- Pontifical aux armes de la famille Planelli de Lyon, 3 bordures fleuries, BNF, Lat.9480-9482[21]